# Raïon d'Oust-Vym
Le raïon d'Oust-Vym (en russe : Усть-Вымский район, Ust-Vymski, en komi : Емдiн район, Jemdin raion) est un raïon de la république des Komis, en Russie.

## Géographie
D'une superficie de 4 775,08 km2, le raïon d'Oust-Vym est situé au sud-ouest de la république des Komis.
le raïon d'Oust-Vym est bordé par le raïon d'Oudora au nord, le raïon de Kniajpogost au nord-est et le raïon de Syktyvdin au sud-est, et l'Oblast d'Arkhangelsk au sud et à l'ouest.
Environ 86,4 % de la superficie est forestière et 3,4% est agricole.
Ses rivières les plus importantes sont la Vytchegda et ses affluents la Vym et la Yarenga.
Le raïon comprend la ville de Mikoun, l'agglomération urbaine de Jechart et 10 municipalités rurales : Aikino, Donayol, Gam, Ilya-Chor, Kojmudor, Madmas, Mejeg, Studenets, Oust-Vym et Vejaika.
Le centre administratif est le village d'Aïkino, situé à 96 kilomètres de Syktyvkar la capitale de la république.
Au recensement de 2002, 56,0 % des habitants étaient russes, 29,5 % komi, 5,8 % ukrainiens, 1,5 % biélorusses et 1,2 % allemands.
Le chemin de fer entre Moscou et Vorkouta traverse le raïon, d'où partent les lignes vers Syktyvkar et Koslan à Mikoun.
Un oléoduc et un gazoduc traversent aussi Mikoun.
L'activité économique principale est la transformation du bois (production de contreplaqué, de panneaux de particules et de panneaux de fibres).
Le journal local en langue russe est le Vperjod (En avant).

## Démographie
La population du raïon d'Oust-Vym a évolué comme suit:
| 2002   | 2009   | 2011   | 2013   | 2015   |
| ------ | ------ | ------ | ------ | ------ |
| 34 000 | 31 163 | 29 264 | 27 976 | 27 016 |

| 2019   | 2021   | - | - | - |
| ------ | ------ | - | - | - |
| 25 377 | 24 306 | - | - | - |

## Galerie

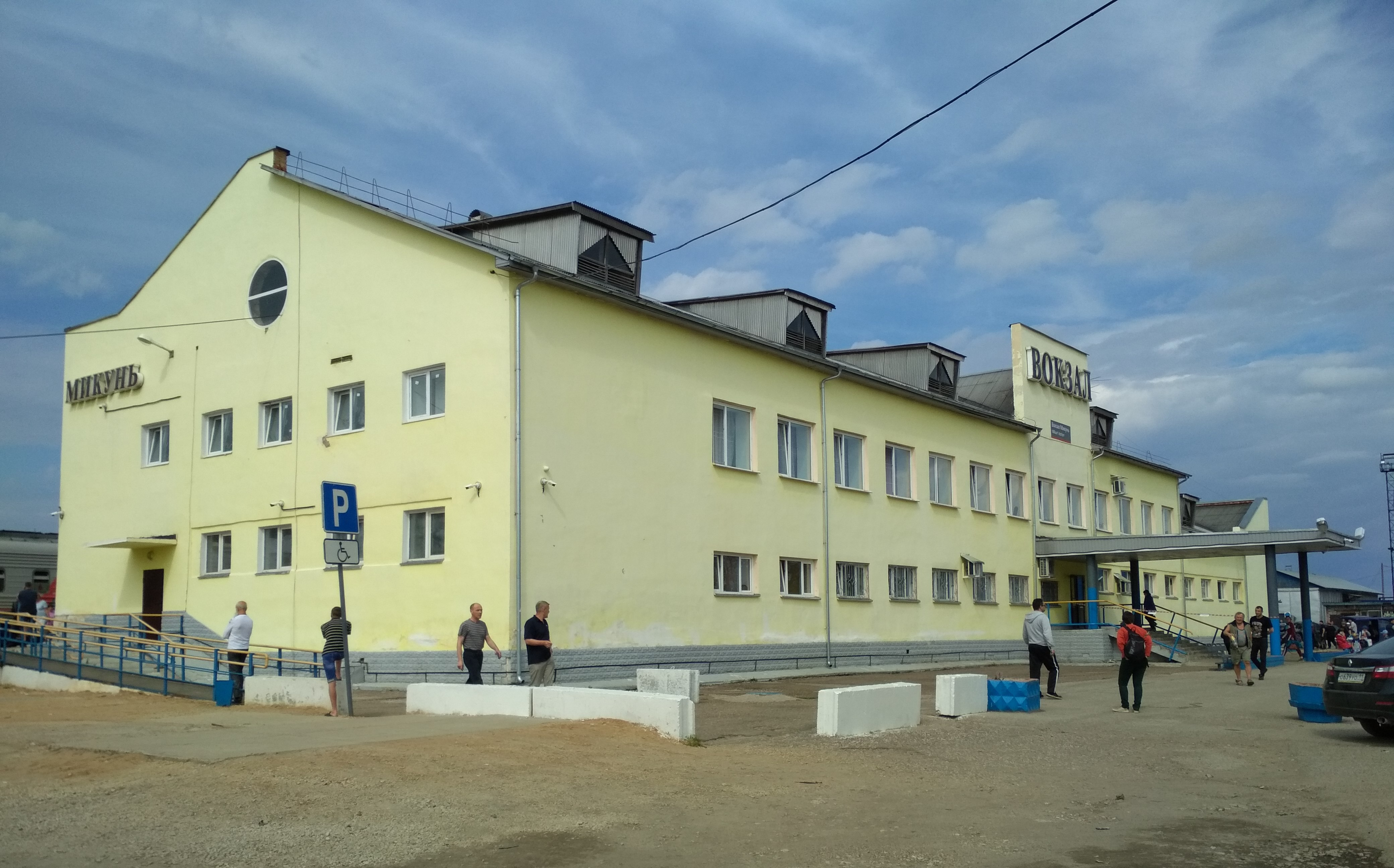
Gare de Mikoun.
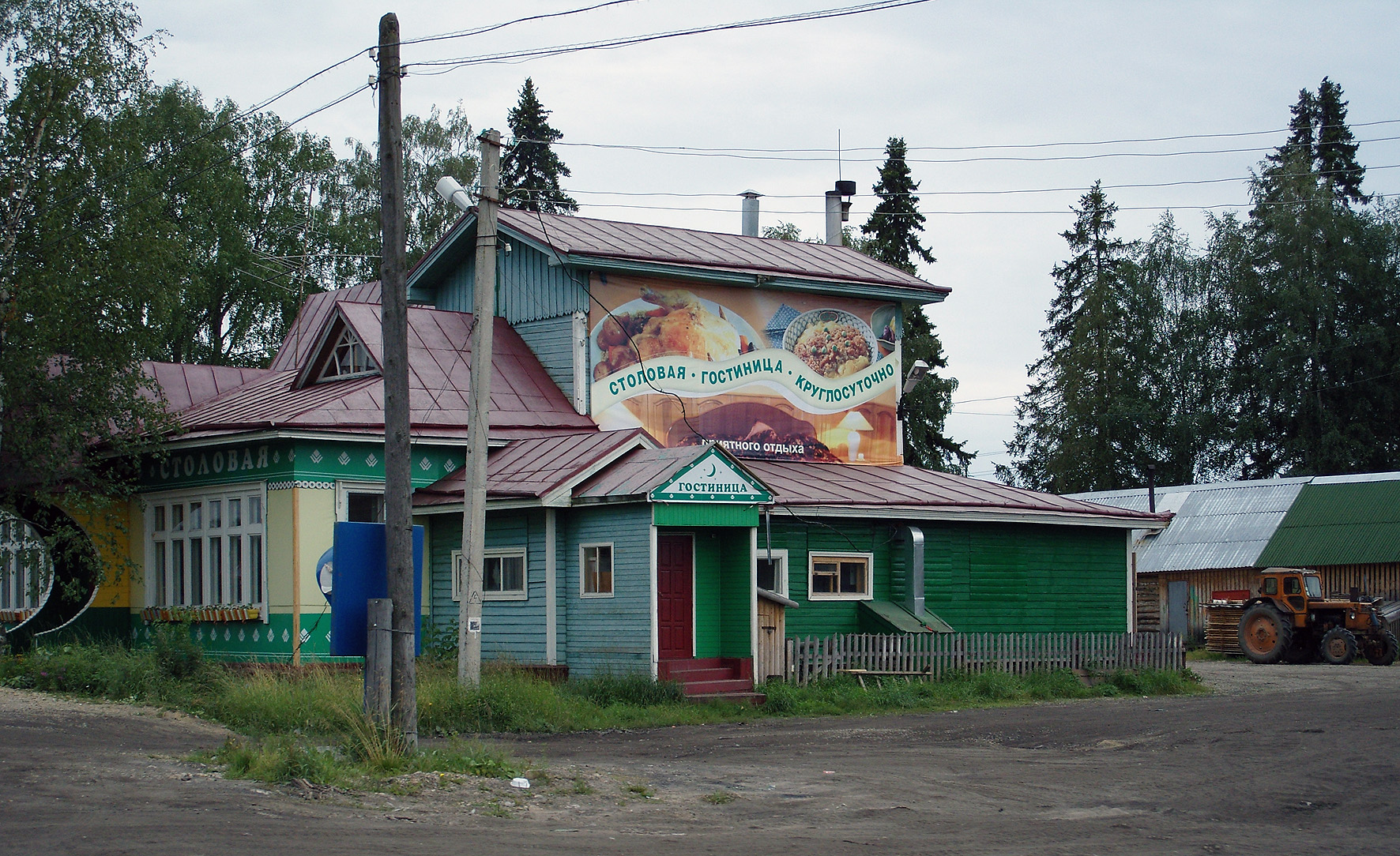
Hôtel à Vogvazdino.
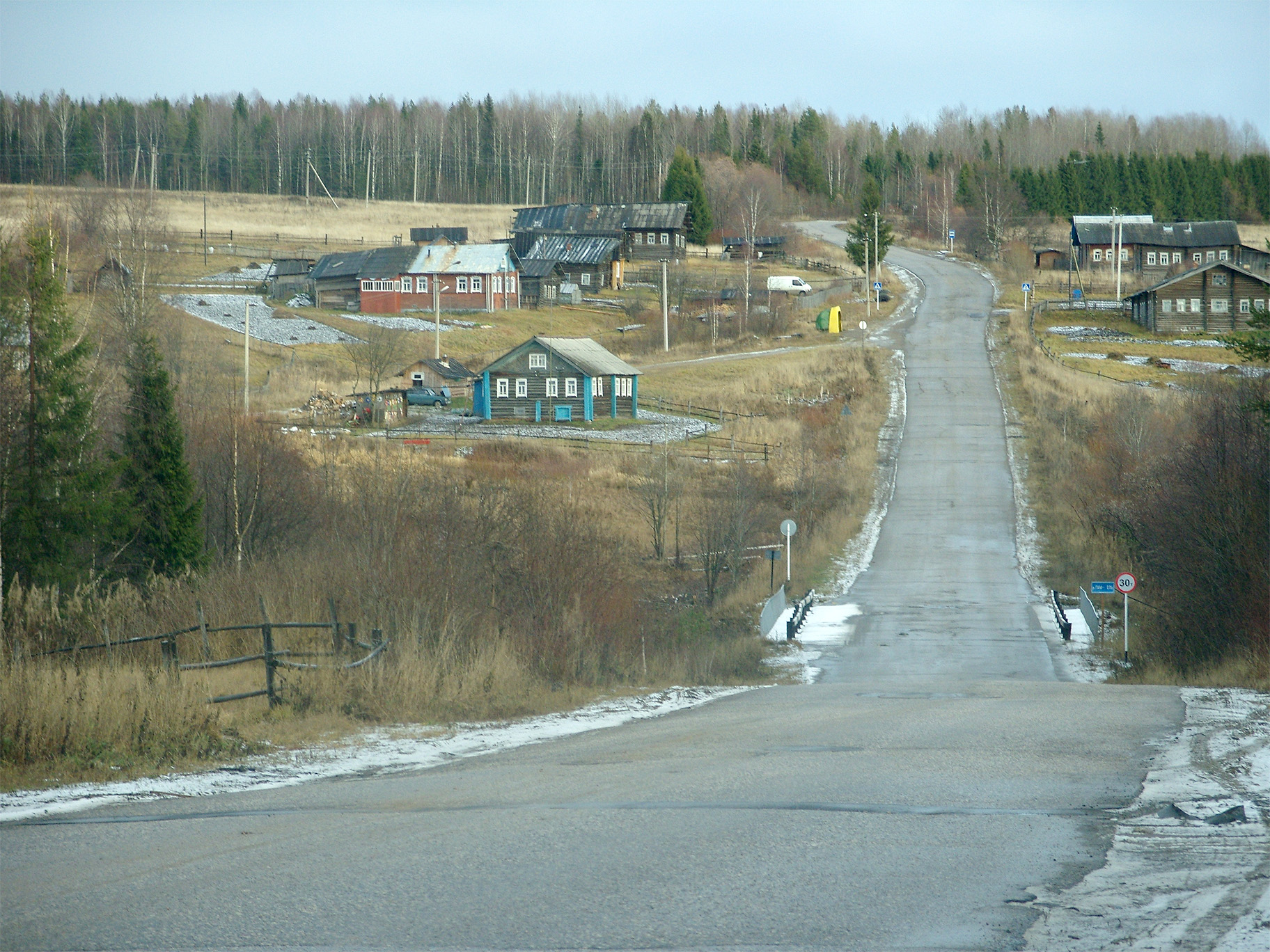
Elb.
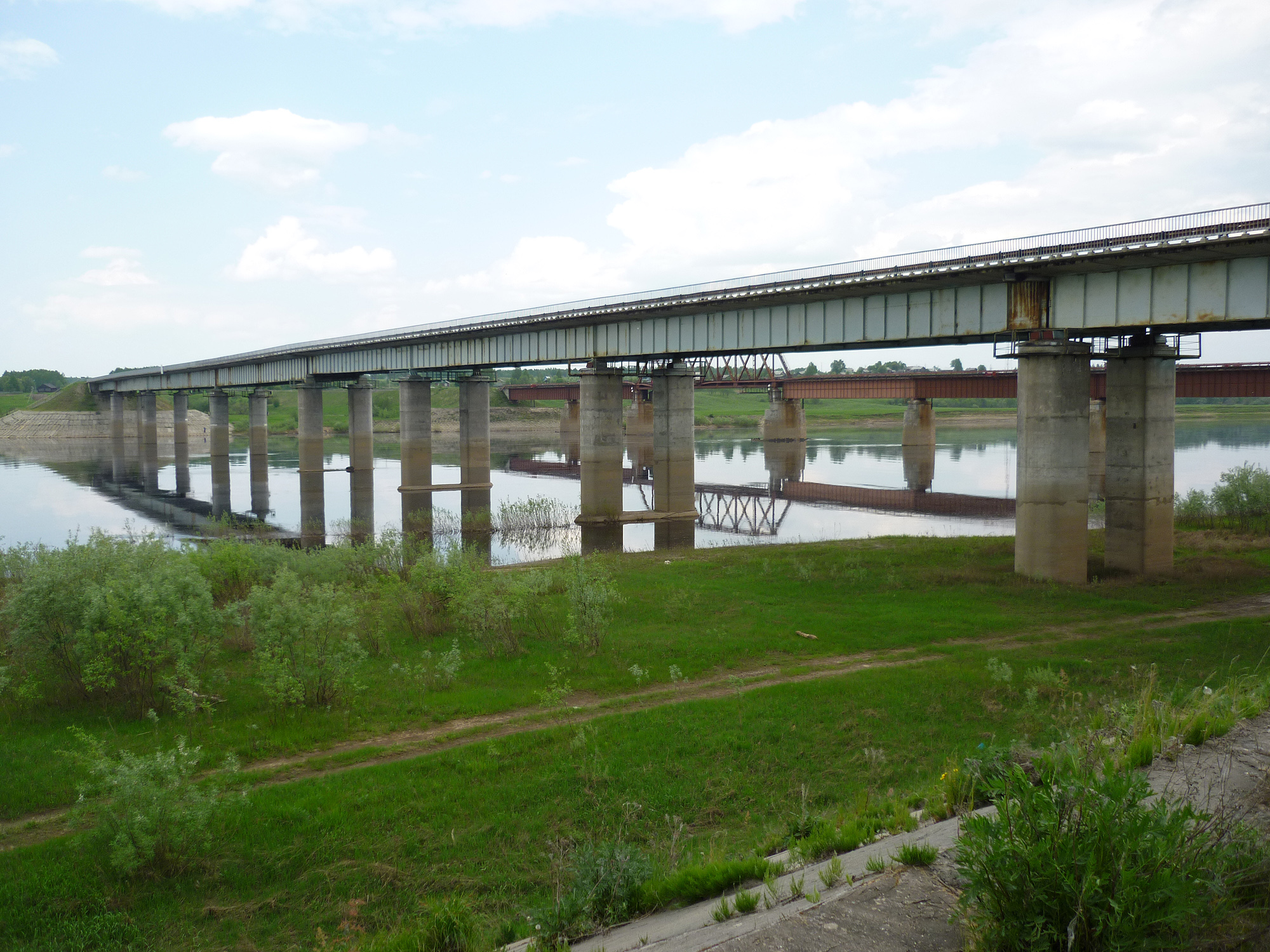
Pont autoroutier traversant la Vym.